# ドラゴン・バーニング
『ドラゴン・バーニング』（原題：怒火威龍、英題：CRYSTAL HUNT）は1991年の香港映画である。立入禁止の聖なる山の秘宝をめぐる三つ巴の戦いを描いている。日本では劇場未公開でVHS化もされなかったが、2006年にDVD化された。キャッチコピーは「『マッハ!』を超えるのはやはり奴しかいない！」。

## 登場人物
チー・ラン/ドニー・イェン
元刑事の観光ガイド。恋人のジョイスを心配させないために刑事を辞めた。ジョイスにもらったスリッパを一生大事にするため修繕して使っている。また「空になったグラスにはまた注げばよい」という人生観をする。
ウー/シベール・フー
刑事。チー・ランとは元同僚でコンビを組んでいた。リャンの死により落ち込む。
ジョイス
ロー教授の娘。チー・ランとはすれ違いがあった。父の写真立てから秘宝への地図を発見する。
リサ/ン・ガーライ
父の病を治すため秘宝「金色に輝く水晶の仏像」を探す。父からは「私は悪事の報いで病気になった。気持ちだけで充分。危険なので探してはいけない」と言われるが、制止を振り切って行ってしまう。傲慢な性格（父の病は未知のものであり「黒魔術の呪縛」と呼ばれる。ロー教授いわく「おそらく毒物」）。
クォン/ロー・ワイコン
リサの付き人。
ロー教授
考古学者。秘宝のありかを知っているためスティーブンに誘拐される。
ピーター・タン
ロー教授の助手。古美術品の発掘のための費用をスティーブンから受けていたが、取り分でもめて殺害されてしまう。
スティーブン/ジョン・サルヴィッティ
ギャングのボス。マーシャルアーツの使い手。すばやい動きの手練。
ケビン
スティーブンの手下。ドレッドヘアに白いスーツの男。
あごひげの男/マイケル・ウッズ
スティーブンの手下。筋肉質の屈強な男。ラジコン飛行機による爆撃を得意とする。
2人組の女
スティーブンの手下。色気で迫る。
リャン
有能な刑事であったが捜査において殉職する。

## スタッフ
- 監督：ツイ・パクラム
- 脚本：ホン・センパン
- 制作：ツイ・ファット

## DVD
- 時間：90分
- 販売・発売元：竹書房
- 品番：TSDS-75215
- JAN：4985914752152